# Sejm
El Sejm (pronunciación en polaco: /sɛjm/ (escucharⓘ)), oficialmente conocido como Sejm de la República de Polonia (en polaco: Sejm Rzeczypospolitej Polskiej), es la cámara baja del parlamento bicameral de Polonia.
El Sejm ha sido el máximo órgano de gobierno de la Tercera República Polaca desde la transición de gobierno en 1989. Junto con la cámara alta del parlamento, el Senado, forma la legislatura nacional en Polonia conocida como Asamblea Nacional (en polaco: Zgromadzenie Narodowe). El Sejm está compuesto por 460 diputados (singular deputowany o poseł – "enviado") elegido cada cuatro años mediante votación universal. El Sejm está presidido por un portavoz llamado "Mariscal del Sejm" ( Marszałek Sejmu).
En el Reino de Polonia, el término Sejm se refería a todo el parlamento bicameral, que comprende la Cámara de Diputados (Izba Poselska), el Senado y el Rey. Era, por tanto, un parlamento de tres estados. Los Artículos de Enrique de 1573 fortalecieron la jurisdicción de la asamblea, convirtiendo a Polonia en una monarquía constitucional electiva. Desde la Segunda República Polaca (1918-1939), cuando el término Sejm se ha referido únicamente a la cámara baja del parlamento.

## Historia

### Reino de Polonia

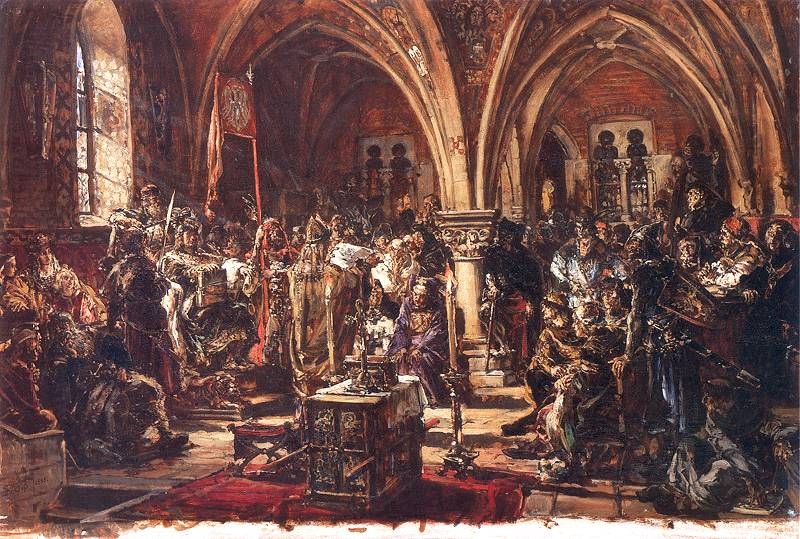
El primer sejm en Łęczyca en 1182, según Jan Matejko

Sejm (una antigua palabra protolequítica que significa "asamblea" o "reunión") tiene sus raíces en los Consejos Reales (Veche), que adquirieron autoridad durante la época de la fragmentación de Polonia (1146-1295). El Sejm de 1180 en Łęczyca (conocido como el "Primer parlamento polaco") fue el más notable porque estableció leyes que restringían el poder del gobernante. Prohibió el secuestro arbitrario de suministros en el campo y la apropiación de tierras del obispado tras la muerte de un obispo. Estos primeros Sejm sólo se reunían a instancias del Rey.
Después del Sejm de 1493 en Piotrków, se convirtió en un organismo con convocatoria regular, al que se llevaban a cabo elecciones indirectas cada dos años. También se estableció el sistema bicameral; el Sejm entonces comprendía dos cámaras: el Senat (Senado) de 81 obispos y otros dignatarios; y la Cámara de Diputados, compuesta por 54 enviados elegidos por sejmik (asambleas de nobleza terrateniente) locales más pequeñas en cada una de las provincias del Reino. En ese momento, la nobleza de Polonia, que representaba alrededor del 10% de la población del estado (entonces la cantidad más alta en Europa), se estaba volviendo particularmente influyente, y con el eventual desarrollo de la Libertad Dorada, los poderes del Sejm aumentaron dramáticamente.

### Mancomunidad de Polonia-Lituania
Con el tiempo, los enviados a la cámara baja crecieron en número y poder a medida que presionaban al rey para obtener más privilegios. Con el tiempo, el Sejm se volvió aún más activo en el apoyo a los objetivos de las clases privilegiadas cuando el rey ordenó que la nobleza terrateniente y sus propiedades (campesinos) fueran reclutados para el servicio militar.

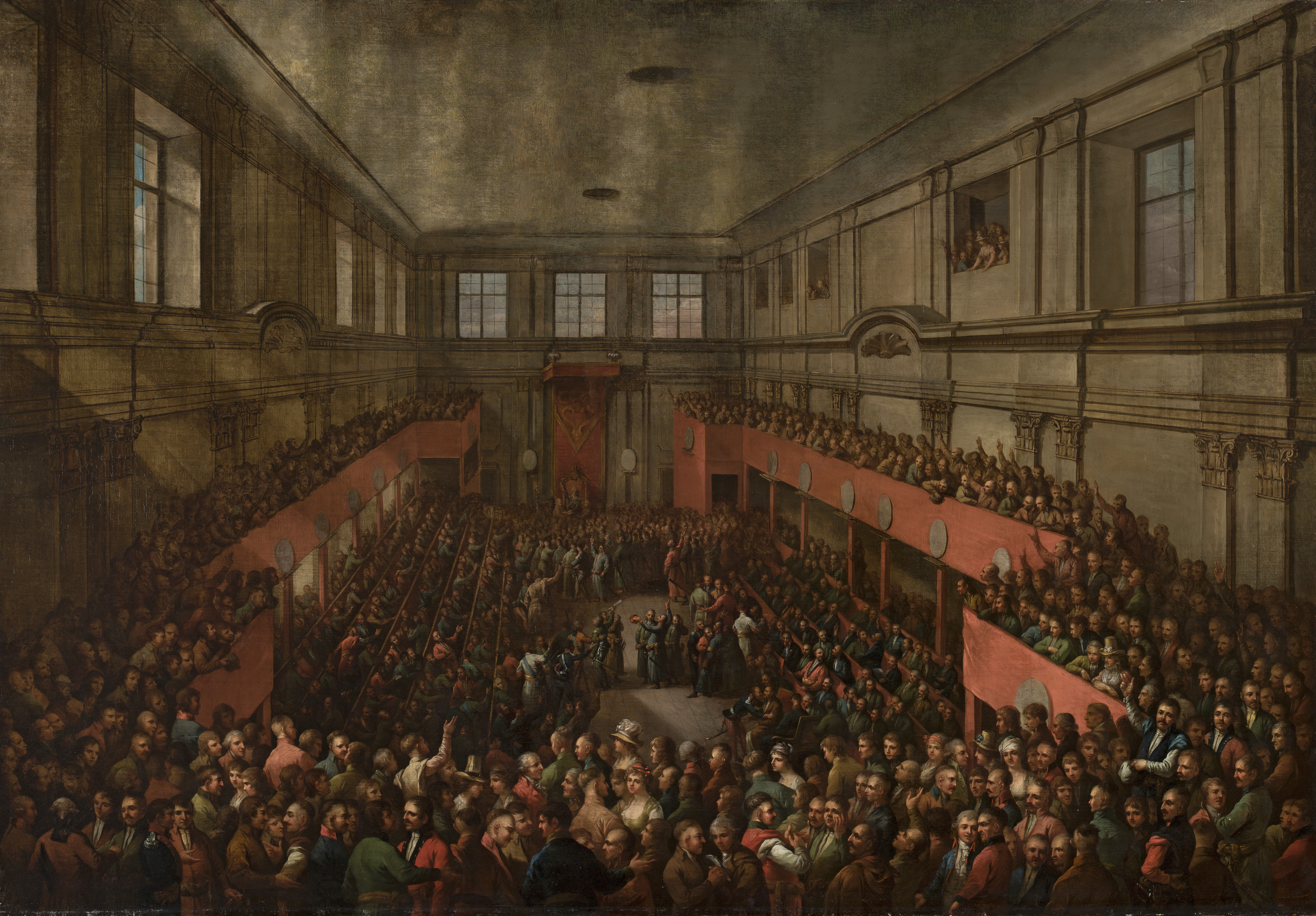
En 1791, el "Gran Sejm" o Sejm de cuatro años de 1788-1792 y el Senado adoptaron la Constitución del 3 de mayo en el Castillo Real de Varsovia.

La Unión de Lublin en 1569 unió el Reino de Polonia y el Gran Ducado de Lituania como un solo estado, la República de las Dos Naciones, y así el Sejm se complementó con nuevos enviados de entre la nobleza lituana. La Mancomunidad aseguró que continuara la situación en torno al sistema de tres estados, con el Sejm, el Senado y el Rey formando los estados y el órgano supremo de deliberación del estado. En las primeras décadas del siglo XVI, el Senado había establecido su precedencia sobre el Sejm ; sin embargo, desde mediados del siglo XVI en adelante, el Sejm se convirtió en un organismo representativo muy poderoso de la szlachta ("nobleza media"). Sus cámaras se reservaban las decisiones finales en materia de legislación, impuestos, presupuesto y tesorería (incluida la financiación militar), política exterior y el confirmante de la nobleza.
En la Confederación de Varsovia de 1573, los nobles del Sejm sancionaron y garantizaron oficialmente la tolerancia religiosa en el territorio de la Mancomunidad , garantizando un refugio para quienes huían de las guerras de Reforma y Contrarreforma en curso en Europa.
Hasta finales del siglo XVI, no se requería la unanimidad y el proceso de votación por mayoría era el sistema de votación más utilizado. Más tarde, con el ascenso de los magnates polacos y su creciente poder, se re introdujo el principio de unanimidad con la institución del derecho de veto liberum (en latín: "veto libre") de la nobleza. Además, si los enviados no podían llegar a una decisión unánime en un plazo de seis semanas (el límite de tiempo de una sola sesión), las deliberaciones se declaraban nulas y todos los actos anteriores aprobados por ese Sejm eran anulados. Desde mediados del siglo XVII en adelante, cualquier objeción a una resolución del Sejm, ya sea por parte de un enviado o de un senador, provocaba automáticamente el rechazo de otras resoluciones previamente aprobadas. Esto se debía a que todas las resoluciones aprobadas por una determinada sesión del Sejm formaban una resolución completa y, como tal, se publicaba como el "acta constitutiva" anual del Sejm, por ejemplo, la ley "Anno Domini 1667". En el siglo XVI, ninguna persona o pequeño grupo se atrevió a retrasar el proceso, pero, a partir de la segunda mitad del siglo XVII, el liberum veto se utilizó para prácticamente paralizar el Sejm y llevó a la Mancomunidad al borde del colapso.
El liberum veto fue abolido con la adopción de la Constitución del 3 de mayo de 1791, una ley que fue aprobada como "Ley de Gobierno" y para la cual el Sejm necesitó cuatro años para propagarla y adoptarla. La aceptación de la constitución, y las posibles consecuencias a largo plazo que pudo haber tenido, es posiblemente la razón por la que las potencias de los Habsburgo, Austria, Rusia y Prusia decidieron entonces dividir la Mancomunidad de Polonia-Lituania, poniendo así fin a más de 300 años de soberanía polaca y continuidad parlamentaria. Se estima que entre 1493 y 1793 se celebró un Sejm 240 veces, cuyo tiempo total de debate fue de 44 años.

### Particiones

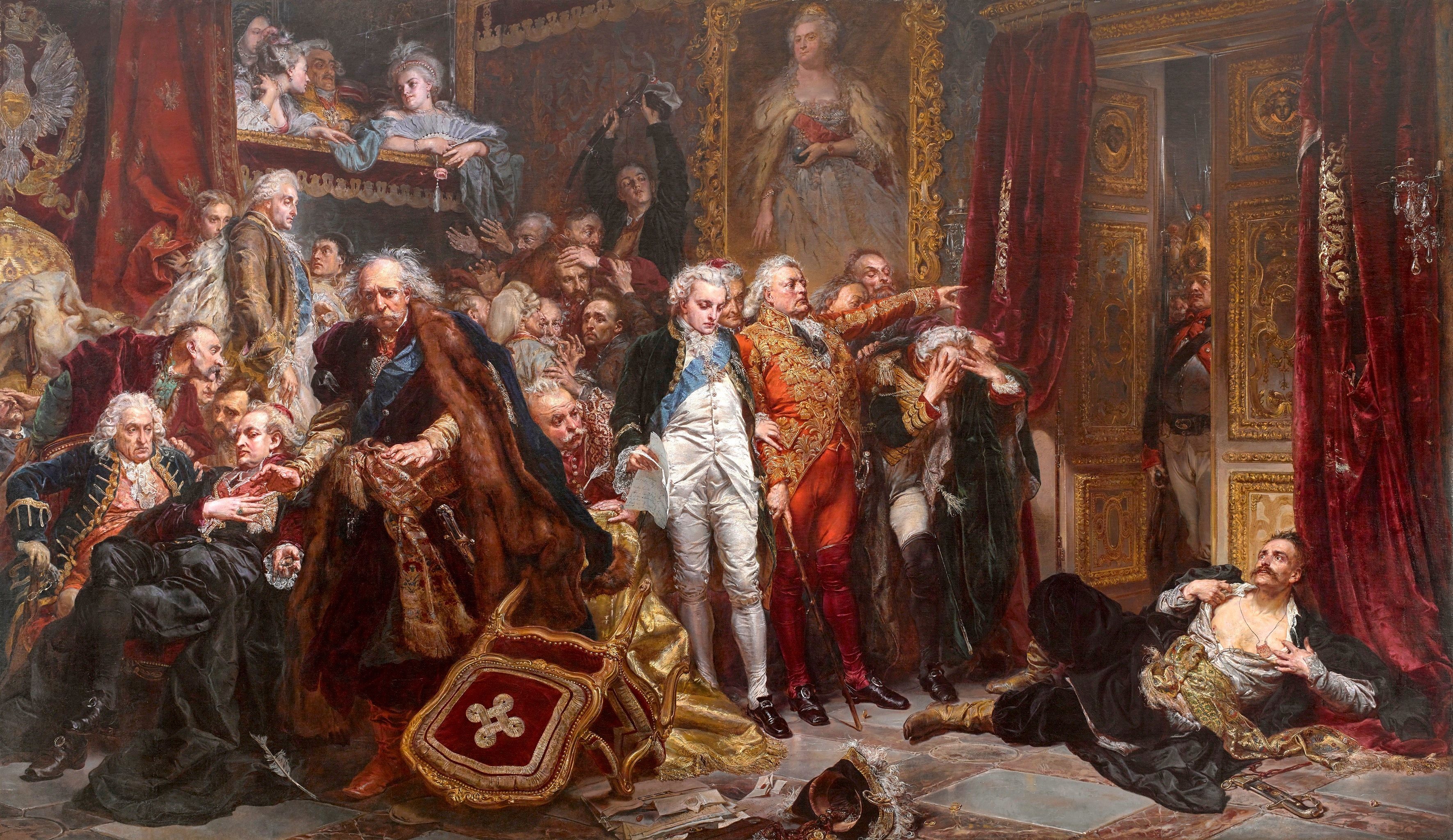
Tadeusz Rejtan intenta impedir la legalización de la primera división de polonia impidiendo a los miembros del Sejm abandonar la cámara (1773).pintura Jan Matejko

Después de la caída del Ducado de Varsovia, que existió como estado cliente napoleónico entre 1807 y 1815, y su efímero Sejm del Ducado de Varsovia, el Sejm del Zarato de Polonia se estableció en Polonia del Imperio Ruso; estaba compuesta por el rey (el zar ruso), la cámara alta (Senado) y la cámara baja (Cámara de Diputados). En general, durante el período comprendido entre 1795 y hasta el restablecimiento de la soberanía de Polonia en 1918, ningún cuerpo legislativo polaco tenía realmente poder y las potencias ocupantes de Rusia, Prusia (más tarde Alemania) y Austria propagaron legislación para sus respectivos países, antes -Territorios polacos a nivel nacional.

#### Zarato de Polonia
La Cámara de Diputados, a pesar de su nombre, estaba formada no sólo por 77 enviados (enviados por las asambleas locales) de la nobleza hereditaria, sino también por 51 diputados, elegidos por la población no noble. Todos los diputados estaban cubiertos por inmunidad parlamentaria, y cada individuo ejercía su cargo por un período de seis años, siendo elegido un tercio de los diputados cada dos años. Los candidatos a diputados debían saber leer y escribir y tener cierta riqueza. La edad legal para votar era 21 años, excepto para aquellos ciudadanos que prestaban servicio en el ejército, a cuyo personal no se le permitía votar. Las sesiones parlamentarias se convocaban inicialmente cada dos años y duraban (al menos) 30 días. Sin embargo, después de muchos enfrentamientos entre diputados liberales y funcionarios gubernamentales conservadores, las sesiones se convocaron posteriormente sólo cuatro veces (1818, 1820, 1826 y 1830, siendo las dos últimas sesiones secretas). El Sejm tenía derecho a convocar votaciones sobre cuestiones jurídicas civiles y administrativas y, con permiso del rey, también podía votar sobre cuestiones relacionadas con la política fiscal y militar. Tenía derecho a ejercer control sobre los funcionarios gubernamentales y a presentar peticiones . El Senado, de 64 miembros, por otro lado, estaba compuesto por voivodas y kasztelans (ambos tipos de gobernadores provinciales), enviados, diplomáticos o príncipes rusos y nueve obispos. Actuaba como Tribunal Parlamentario, tenía derecho a controlar los "libros de los ciudadanos" y tenía derechos legislativos similares a los de la Cámara de Diputados.

#### Alemania y Austria-Hungría
En la Ciudad Libre de Cracovia (1815-1846), se estableció una Asamblea unicameral de Representantes y, desde 1827, existió un Sejm provincial unicameral en el Gran Ducado de Poznań. Los polacos fueron elegidos y representaron la mayoría en ambas legislaturas; sin embargo, eran instituciones en gran medida impotentes y ejercían sólo un poder muy limitado. Después de numerosos fracasos a la hora de asegurar la soberanía legislativa a principios del siglo XIX, muchos polacos simplemente renunciaron a intentar alcanzar cierto grado de independencia de sus estados amos extranjeros. En la partición de Austria, un Sejm de los Estados relativamente impotente funcionó hasta la época de la Primavera de las Naciones. Después de esto, entre mediados y finales del siglo XIX, sólo en la Galitzia autónoma (1861-1914) existió un Sejm Nacional unicameral y funcional, el Sejm de la Tierra. Hoy se reconoce que ha desempeñado un importante y abrumador papel positivo en el desarrollo de las instituciones nacionales polacas.
En la segunda mitad del siglo XIX, los polacos pudieron convertirse en miembros de los parlamentos de Austria, Prusia y Rusia, donde formaron clubes polacos. Los diputados de nacionalidad polaca fueron elegidos para el Landtag prusiano a partir de 1848 y luego para el Reichstag del Imperio Alemán a partir de 1871. Los diputados polacos fueron miembros del Consejo de Estado de Austria (desde 1867) y desde 1906 también fueron elegidos miembros de la Duma Estatal Imperial Rusa (cámara baja) y del Consejo de Estado (cámara alta).

### Segunda República Polaca
Después de la Primera Guerra Mundial y el restablecimiento de la independencia polaca, la convocatoria del parlamento, bajo la ley electoral democrática de 1918, se convirtió en un símbolo duradero del deseo del nuevo estado de demostrar y establecer una continuidad con las tradiciones parlamentarias polacas de 300 años establecidas antes de la época de las particiones. Maciej Rataj rindió homenaje enfáticamente a esto con la frase: "Allí está Polonia y también el Sejm".
Durante el período de entreguerras de la independencia de Polonia, el primer Sejm Legislativo de 1919, una Asamblea Constituyente, aprobó la Pequeña Constitución de 1919, que introdujo una república parlamentaria y proclamó el principio de soberanía del Sejm. Esto fue luego reforzado, en 1921, por la Constitución de Marzo, una de las constituciones europeas más democráticas promulgadas después del final de la Primera Guerra Mundial. La constitución estableció un sistema político que se basaba en la doctrina de la separación de poderes de Montesquieu, y que se restauró el Sejm bicameral, compuesto por una cámara de diputados (a la que desde entonces se aplicó el nombre de "Sejm ") y el Senado. En 1919, Roza Pomerantz-Meltzer, miembro del partido sionista, se convirtió en la primera mujer elegida para el Sejm.
El contenido legal de la Constitución de marzo permitió la supremacía del Sejm en el sistema de instituciones estatales a expensas de los poderes ejecutivos, creando así una república parlamentaria a partir del estado polaco. Un intento de fortalecer los poderes ejecutivos en 1926 (a través de la Enmienda de Agosto) resultó demasiado limitado y fracasó en gran medida en ayudar a evitar el estancamiento legislativo que se había producido como resultado de un poder parlamentario demasiado grande en un estado que tenía numerosos partidos políticos diametralmente opuestos. sentado en su legislatura. En 1935, la república parlamentaria se debilitó aún más cuando, a través del golpe de mayo de Józef Piłsudski, el presidente se vio obligado a firmar la Constitución de abril de 1935, acto mediante el cual el jefe de Estado asumió la posición dominante en la legislación para el estado y el Senado aumentaron su poder a expensas del Sejm.

El 2 de septiembre de 1939, el Sejm celebró su última sesión previa a la guerra, durante la cual declaró que Polonia estaba dispuesta a defenderse contra las fuerzas invasoras alemanas. El 2 de noviembre de 1939, el presidente disolvió el Sejm y el Senado, que, según lo previsto, debían reanudar sus actividades dos meses después del final de la Segunda Guerra Mundial; esto, sin embargo, nunca sucedió. Durante tiempos de guerra, se estableció el Consejo Nacional (1939-1945) para representar a la legislatura como parte del gobierno polaco en el exilio. Mientras tanto, en la Polonia ocupada por los nazis, se creó el Consejo de Unidad Nacional; este organismo funcionó de 1944 a 1945 como parlamento del Estado clandestino polaco. Con el cese de las hostilidades en 1945 y el posterior ascenso al poder del Gobierno Provisional de Unidad Nacional respaldado por los comunistas, la Segunda República Polaca dejó de existir legalmente.

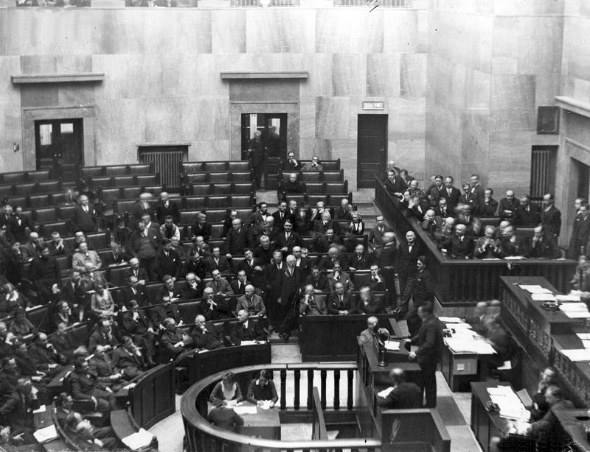
Estanislao Dubois hablando ante enviados y diplomáticos en el Sejm, 1931
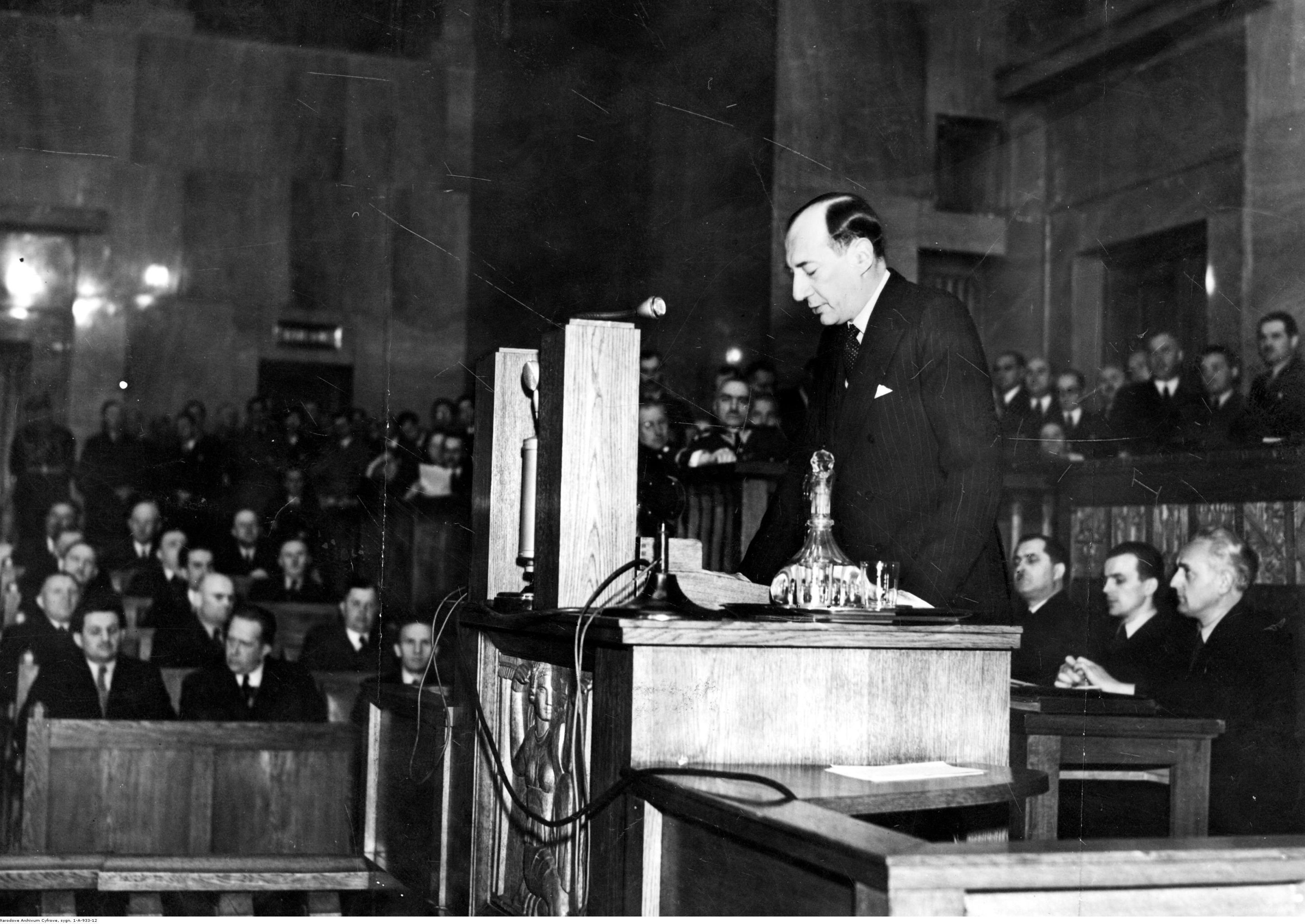
Józef Beck, ministro de Relaciones Exteriores, pronuncia su famoso discurso de honor en el Sejm, el 5 de mayo de 1939.

### República Popular Polaca
El Sejm en la República Popular Polaca tuvo 460 diputados durante la mayor parte de su historia. Al principio, este número se declaró que representaba a un diputado por cada 60,000 ciudadanos (425 fueron elegidos en 1952), pero, en 1960, a medida que la población crecía, la declaración cambió: la constitución declaró que los diputados eran representativos de la gente y podría ser retirado por la gente, pero este artículo nunca se usó y, en lugar de la "ley electoral de cinco puntos", se utilizó una versión no protagonista de "cuatro puntos". La legislación se aprobó con la mayoría de la votación.
Según la Constitución de 1952, el Sejm fue definido como "el máximo órgano de la autoridad del Estado" en Polonia, así como "el máximo portavoz de la voluntad del pueblo en la ciudad y en el campo". Sobre el papel, estaba dotado de grandes poderes legislativos y de supervisión. Por ejemplo, estaba facultado para controlar "el funcionamiento de otros órganos de autoridad y administración del Estado" y los ministros debían responder a las preguntas formuladas por los diputados en un plazo de siete días.  En la práctica, hizo poco más que aprobar decisiones ya tomadas por el Partido Obrero Unificado Polaco (PZPR) y sus órganos ejecutivos.  Esta era una práctica estándar en casi todos los regímenes comunistas debido al principio del centralismo democrático.
El Sejm votó sobre el presupuesto y los planes nacionales periódicos que eran parte integrante de las economías comunistas. El Sejm deliberó en sesiones ordenadas por el Consejo de Estado.
El Sejm también eligió un Prezydium ("órgano presidente") entre sus miembros. El Prezydium estaba encabezado por el portavoz, o mariscal, que siempre fue miembro del Partido Obrero Unificado Polaco (PZPR). En su sesión preliminar, el Sejm también nombró al primer ministro, al Consejo de Ministros de Polonia y a los miembros del Consejo de Estado. También eligió a muchos otros funcionarios gubernamentales, incluido el jefe de la Cámara Suprema de Control y miembros del Tribunal Estatal y del Tribunal Constitucional, así como al Defensor del Pueblo (los tres últimos órganos fueron creados en los años 1980).
Cuando el Sejm no estaba reunido, el Consejo de Estado tenía el poder de emitir decretos con fuerza de ley. Sin embargo, esos decretos debían ser aprobados por el Sejm en su siguiente sesión. En la práctica, los principios del centralismo democrático significaban que dicha aprobación era sólo una formalidad.
El Senado fue abolido mediante el referéndum de 1946, tras lo cual el Sejm se convirtió en el único órgano legislativo de Polonia. Aunque el Sejm estaba en gran medida subordinado al Partido Obrero Unificado Polaco (PZPR), un diputado, Romuald Bukowski (un independiente) votó en contra de la imposición de la ley marcial en 1982.

### Tercera República Polaca
Después del fin del comunismo en 1989, el Senado fue restablecido como segunda cámara de una asamblea nacional bicameral, mientras que el Sejm siguió siendo la primera cámara. El Sejm está compuesto actualmente por 460 diputados elegidos por representación proporcional cada cuatro años.

Se eligen entre 7 y 20 diputados de cada circunscripción mediante el método d'Hondt (con una excepción, en 2001, cuando se utilizó el método Sainte-Laguë), siendo su número proporcional a la población de su circunscripción. Además, se utiliza un umbral, de modo que los candidatos sean elegidos sólo de partidos que obtuvieron al menos el 5% de los votos a nivel nacional (los candidatos de partidos de minorías étnicas están exentos de este umbral).

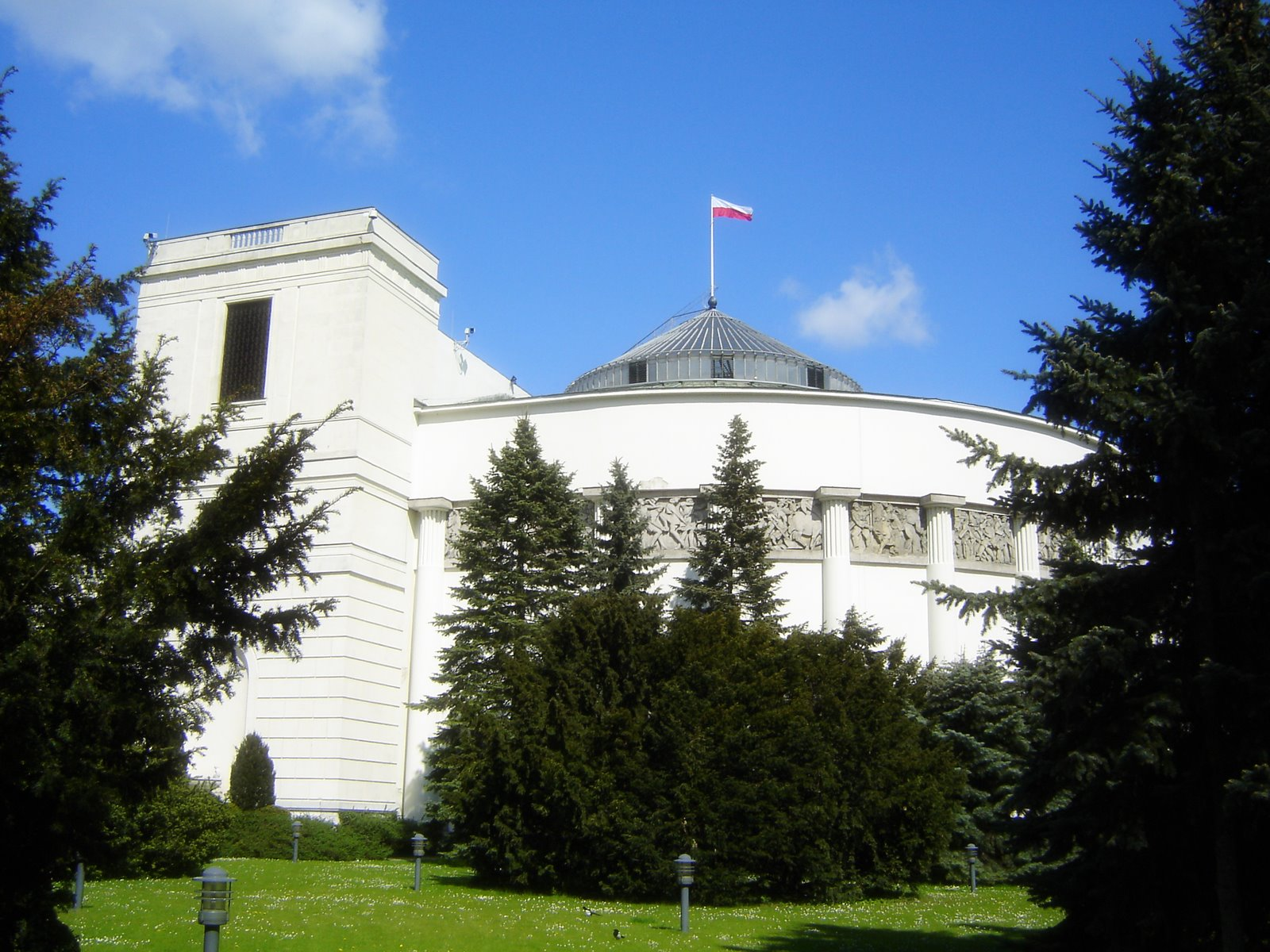
El edificio Sejm enVarsovia
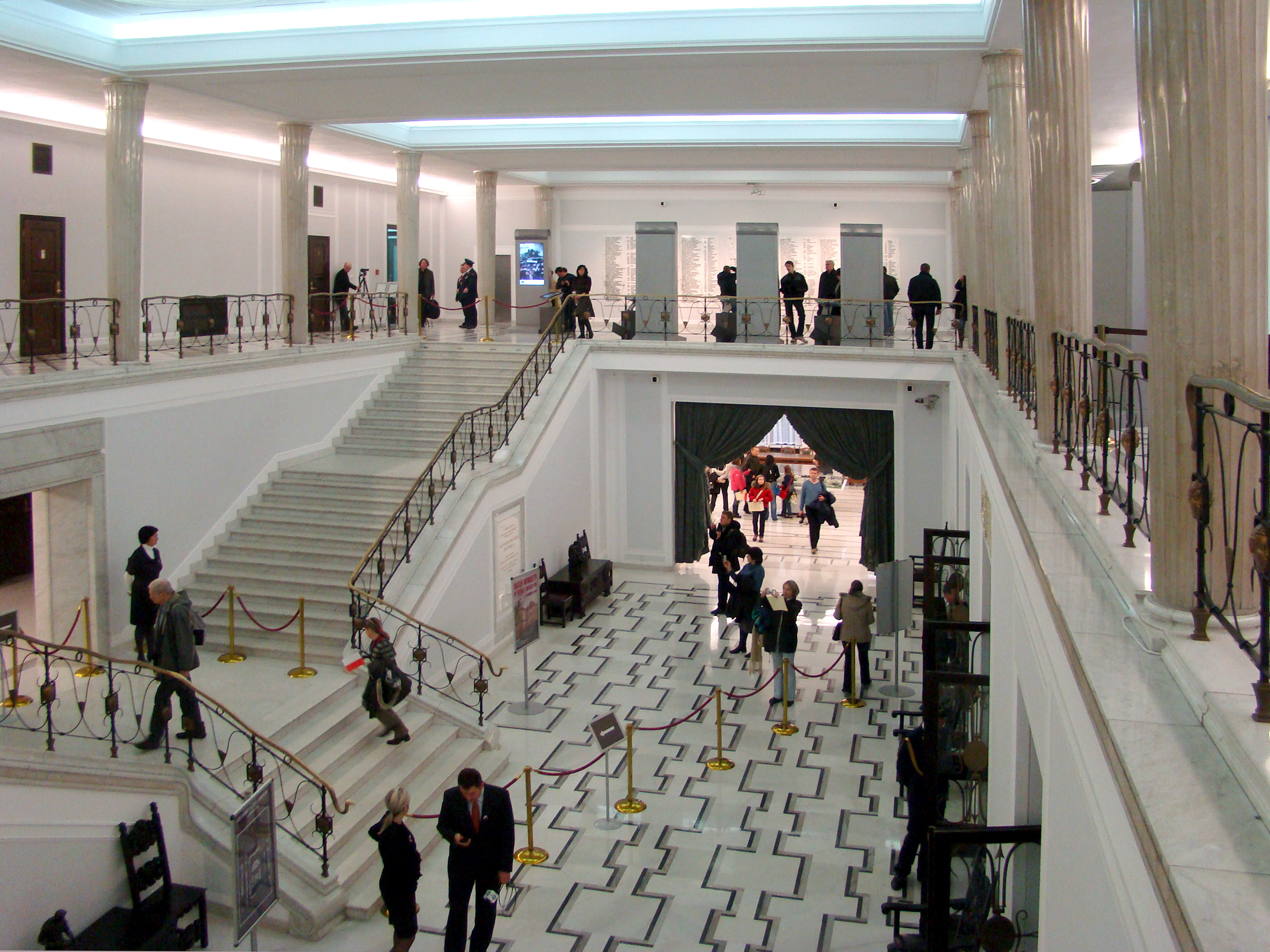
Sala principal del Sejm
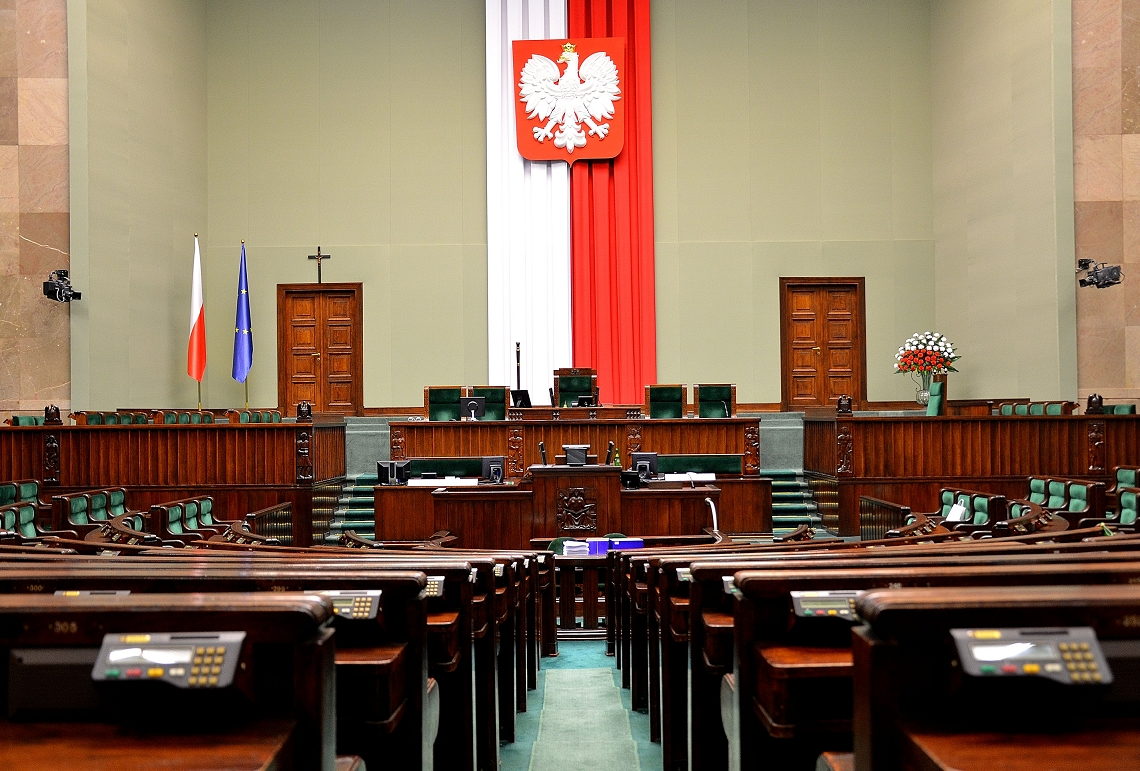
Cámara de sesiones
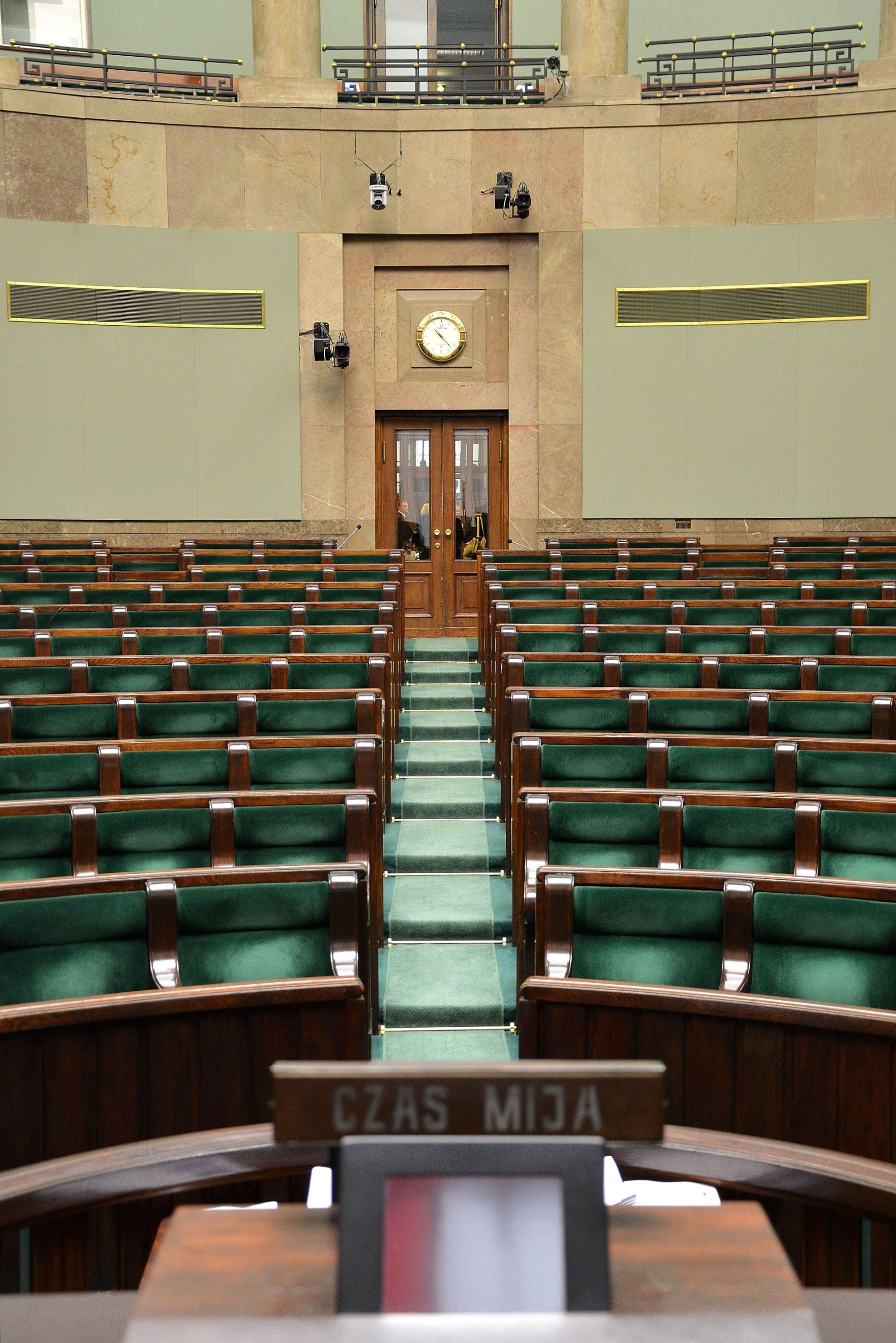
Sala de sesiones vista desde la tribuna
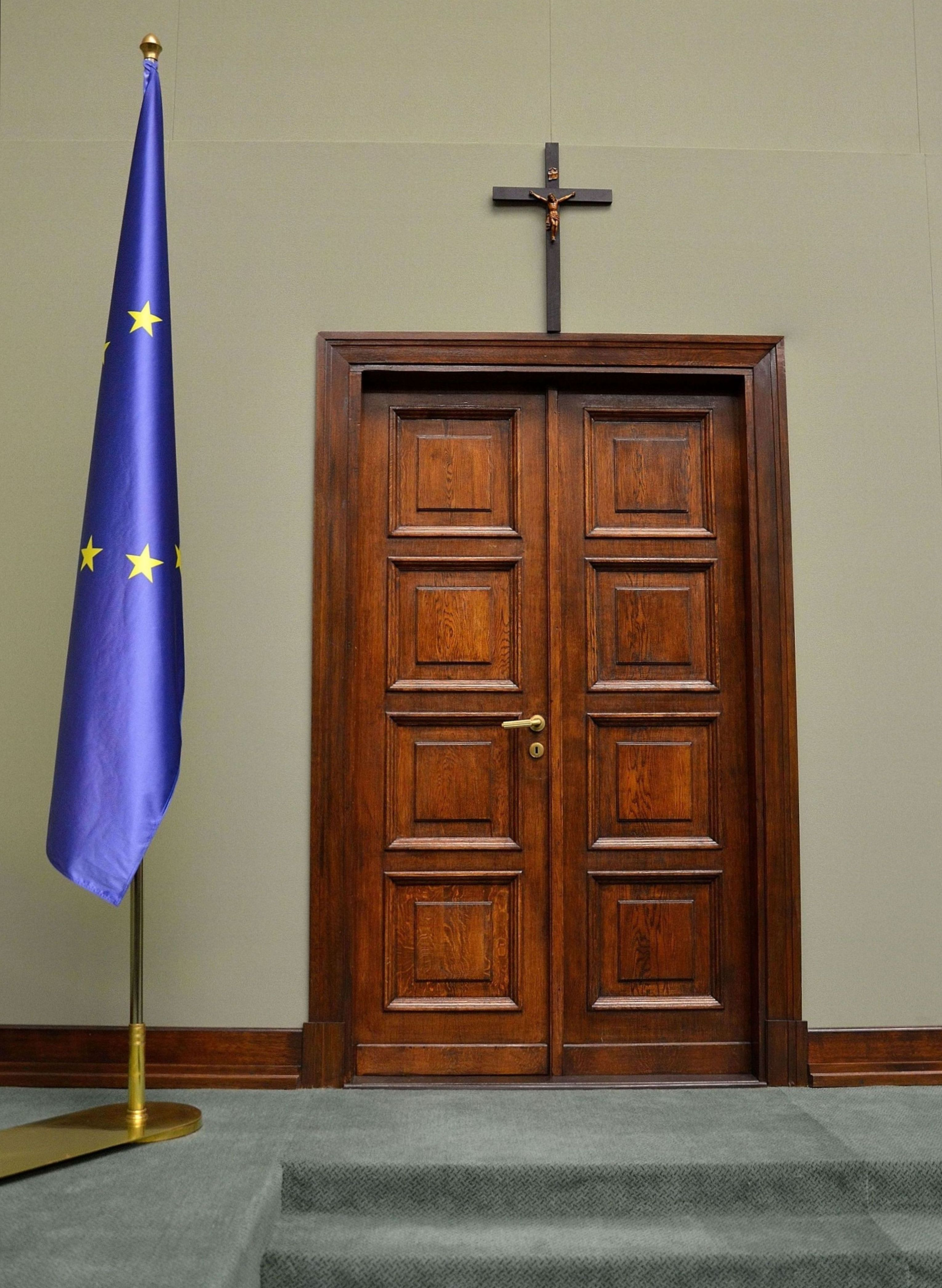
Cruz del sejm
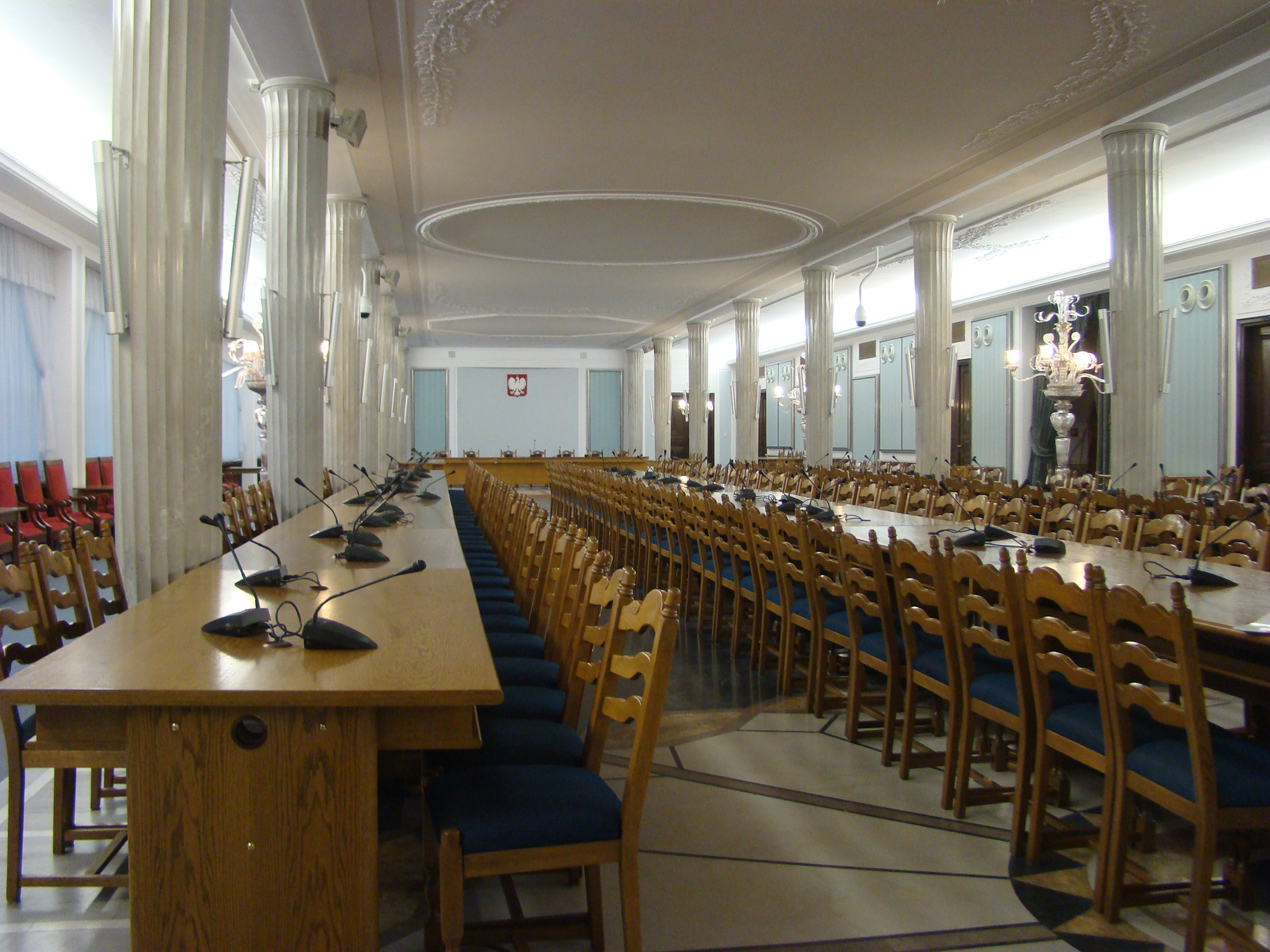
Sala de columnas

## Composición
Composición de las dos cámaras tras las elecciones generales de Polonia de 2023:
| Partidos                                                                                             | Partidos                                                                                        | Sejm       | Sejm  | Sejm    | Sejm | Senado  | Senado |
| Partidos                                                                                             | Partidos                                                                                        | Votos      | %     | Escaños | +/–  | Escaños | +/–    |
| --- | ----------------------------------------------------------------------------------------------- | ---------- | ----- | ------- | ---- | ------- | ------ |
| | Derecha Unida (Zjednoczona Prawica)                                                             | 7.640.854  | 35,38 | 194     | -41  | 34      | -14    |
| | Plataforma Cívica (Platforma Obywatelska, PO)                                                   | 6.629.402  | 30,70 | 157     | +23  | 41      | -2     |
| | Tercera Vía (Trzecia Droga, TD)                                                                 | 3.110.670  | 14,40 | 65      | +35  | 11      | +8     |
| | La Izquierda (Lewica)                                                                           | 1.859.018  | 8,61  | 26      | -23  | 9       | +7     |
| | Confederación de Libertad e Independencia (Konfederacja Wolność i Niepodległość , Konfederacja) | 1.547.364  | 7,16  | 18      | +7   | 0       | =      |
| # | Total                                                                                           | 21 596 545 |       | 460     |      | 100     |        |
| - Votantes: 29.532.595 - Votos emitidos: 21.596.545 (74,38 %) - Nulos: 370.217 - Válidos: 21 596 545 |                                                                                                 |            |       |         |      |         |        |

## Comités permanentes
- Administración y Asuntos Internos
- Agricultura y Desarrollo Rural
- Enlace con los polacos en el extranjero
- Responsabilidad constitucional
- Cultura y Medios
- Ética de los diputados
- Comité Económico
- Educación, Ciencia y Juventud
- Desarrollo empresarial
- Protección del Medio Ambiente, Recursos Naturales y Silvicultura
- Asuntos de la Unión Europea
- Derechos de la familia y de la mujer
- Relaciones Exteriores
- Salud
- Infraestructura
- Justicia y Derechos Humanos
- Legislativo
- Autogobierno local y política regional
- Minorías nacionales y étnicas
- Defensa Nacional
- Educación Física y Deporte
- Finanzas públicas
- Reglas y Asuntos de los Diputados
- Política social
- Servicios especiales
- Control del Estado
- Tesorería estatal
- Trabajo

## Composición histórica
| 60  | 48  | 43   | 37  | 44  | 16 | 28 | 27 | 62 | 46  | 49  |
| SLD | PSL | Otr. | KLD | POC | PP | PL | KO | UD | KPN | WAK |

| 171 | 41 | 132 | 20   | 74 | 22  |
| SLD | UP | PSL | Otr. | UD | KPN |

| 164 | 27  | 8    | 60 | 201 |
| SLD | PSL | Otr. | UW | AWS |

| 53  | 216    | 42  | 65 | 44  | 38  |
| SRP | SLD-UP | PSL | PO | PiS | LPR |

| 56  | 55  | 25  | 133 | 155 | 34  |
| SRP | SLD | PSL | PO  | PiS | LPR |

| 53  | 209 | 31  | 166 |
| LiD | PO  | PSL | PiS |

| 27  | 40 | 207 | 28  | 157 |
| SLD | TR | PO  | PSL | PiS |

| 28 | 138 | 16  | 235 | 42   |
| .N | PO  | PSL | PiS | K'15 |

| 49     | 134 | 30  | 235 | 11 |
| Lewica | PO  | PSL | PiS | K  |

| 26   | 157 | 65 | 194 | 18 |
| Lew. | PO  | TD | PiS | K  |

a El mínimo para ser representado en la columna de resultados es haber obtenido quince escaños o más. Si una formación no alcanza este umbral, será agrupada bajo la categoría de "Otros".